# Ley Bancaria Alemana Kreditwesengesetz (KWG)

El panorama legal en torno a la Kreditwesengesetz establece el escenario para la gestión de riesgos de las instituciones financieras en Alemania.

La Ley Bancaria Alemana Kreditwesengesetz (KWG) significa literalmente ley del sistema bancario, es la principal implementación legal de los Acuerdos de Basilea. Es vinculante para los bancos y otros institutos que prestan servicios financieros (alemán: de: Kreditinstitute und de: Finanzdienstleistungsinstitute) en Alemania y en vigor desde enero de 1935, pero actualizado en 1962.

## Propósito
Los principales objetivos del KWG son:
- Garantizar y salvaguardar la funcionalidad de los bancos (literalmente en alemán: Salvaguardar y mantener la funcionalidad de la industria bancaria)
- Para proteger a los acreedores de la pérdida de su capital invertido, es decir, cualquier tipo de acción (literalmente en alemán: protección de los acreedores de las entidades de crédito contra la pérdida de sus depósitos)

El Kreditwesengesetz impone restricciones a las actividades comerciales relacionadas con el riesgo y extiende el deber de divulgación. Asegura las competencias de los reguladores y es la justificación legal de la Directiva de Solvencia Alemana (SolvV) y MaRisk, la regulación correspondiente con definiciones y requisitos más detallados.
SolvV es la abreviatura de Solvabilitätsverordnung, que significa directiva de solvencia en alemán, es decir, la legislación delegada de los §§ 10 y siguientes de la Kreditwesengesetz y en vigor desde 2006. El nombre largo en alemán es Verordnung über die angemessene Eigenmittelausstattung von Instituten, Institutsgruppen und Finanzholding-Grup literalmente "directiva sobre la configuración adecuada de la equidad para los institutos (financieros), grupos de institutos y grupos financieros". Existe una directiva análoga con el mismo nombre en Austria.
MaRisk es un acrónimo que hace referencia a los requisitos mínimos para la gestión de riesgos (German Mindestanforderungen an das Risikomanagement), una circular de la Autoridad Federal de Supervisión Financiera de Alemania (Bundesanstalt für Finanzdienstleistungsaufsicht, BaFin) que proporciona conceptos para la gestión de riesgos de bancos, seguros y otras empresas que comercian financieramente en Alemania. El fondo legal principal para MaRisk es el Kreditwesengesetz (KWG), el fondo legal secundario es el Solvabilitätsverordnung SolvV.
MaRisk implementa los requisitos cualitativos de Basilea II y Basilea III en la legislación alemana. Estrictamente hablando, MaRisk no es una ley, sino un reglamento administrativo que interpreta las normas (alemán normeninterpretierende Verwaltungsvorschrift), sin embargo, es de facto vinculante para todas las instituciones financieras y compañías de seguros que operan en Alemania.